# Crocidura pallida
Crocidura pallida és una espècie de mamífer eulipotifle de la família de les musaranyes (Soricidae). És endèmica de l'illa indonèsia de Sulawesi, on viu a altituds d'entre 100 i 2.500 msnm. L'holotip tenia una llargada de cap a gropa de 140 mm, la cua de 62 mm, les potes posteriors de 15 mm i les orelles de 8 mm. Pesava 11 g. Té el pelatge dorsal de color gris a gris marronós i el ventral de color gris pàl·lid. El seu nom específic, australis, significa ‘pàl·lida’ en llatí i es refereix al color dels seus peus. Com que fou descoberta fa poc, l'estat de conservació d'aquesta espècie encara no ha estat avaluat formalment.